# Пал-долина-пещерна система
Долината на Пал (на унгарски: Pál-völgyi-barlangrendszer) с протежение 32 километра е най-дългата пещерна система в Унгария.
Пещерната система се намира в северозападната част на Будапеща. Адрес: Budapest, Szépvölgyi út 164.
Системата се състои от 4 пещери: Долината на Пал, Матяш-хил, Студена дупка и Устата на сома. Тя е защитен природен обект в Национален парк „Дунав-Ипой“. Участък с дължина от 500 метра от системата е отворен за посещение от туристи.

## История
Пещерите са формирани в Еоценния варовик, създадени са от геотермална вода. Общата им дължина е 32 км. Известни са с формите на разтварянето и капките, със своите сталактити
През първите години на XX век в пещерата Долината на Пал има каменна мина. В тази мина откриват пещерата през 1904 година. До 1910 година са открити само 1200 метра от пещерата. Отворена е за посещение от туристи от 1919 г.
Изследователската група „Бекеи“ намира нов проход през 1980 г. От тогава всяка година има ново откриване. Връзката между пещерите Пал-долина и Матяш-хил е открита през 2000 г. Спелеолозите намират тесен проход до пещерите Студена дупка и Устата на сома през 2011 г.